# Gomper
Gomper är en låt skriven av Mick Jagger och Keith Richards som lanserades av The Rolling Stones 1967 på albumet Their Satanic Majesties Request. Låten är den näst längsta på albumet efter jamsessionen "Sing This All Together (See What Happens)". Den inleds med en ganska kort text som avhandlar en kärleksaffär i en naturskön miljö i närheten av en sjö. Låten övergår efter drygt 2 minuter i en lång instrumental sektion där Brian Jones spelar ett flertal marockanska och indiska instrument så som sitar, sarod, tabla, dulcimer, samt flöjt. Keith Richards spelar 12-strängad akustisk gitarr, Mick Jagger sjunger och Charlie Watts spelar slagverk. Bill Wyman medverkade inte på inspelningen.